# Jean Forestier
Jean Forestier, nacido el 7 de octubre de 1930 en Lyon, es un antiguo ciclista francés. Profesional de 1953 a 1965, ganó la París-Roubaix, el Tour de Flandes en 1956 y la clasificación por puntos Tour de Francia 1957. 

## Palmarés
| 1953 - Polymultipliée Lyonnaise 1954 - Tour de Romandía, más 1 etapa - 1 etapa del Tour de Francia 1955 - París-Roubaix - 1 etapa del Tour du Sud-Est - 1 etapa del Tour de Francia - Gran Premio de Cannes 1956 - Tour de Flandes - 1 etapa del Tour de Francia | 1957 - Critérium Nacional - Tour de Romandía, más 2 etapas - 1 etapa de la Dauphiné Libéré - Clasificación por puntos del Tour de Francia - 3º en el Campeonato de Francia de ciclismo en ruta 1958 - 1 etapa de la Dauphiné Libéré 1959 - 2.º en el Campeonato de Francia en Ruta 1961 - 1 etapa del Tour de Francia |

## Resultados en las grandes vueltas
| Carrera         | 1953 | 1954 | 1955 | 1956 | 1957 | 1958 | 1959 | 1960 | 1961 | 1962 | 1963 | 1964 | 1965 |
| --------------- | ---- | ---- | ---- | ---- | ---- | ---- | ---- | ---- | ---- | ---- | ---- | ---- | ---- |
| Giro de Italia  | -    | -    | -    | -    | -    | -    | -    | -    | -    | -    | -    | -    | -    |
| Tour de Francia | 39.º | 27.º | 32.º | 14.º | 4.º  | Ab.  | 34.º | Ab.  | 35.º | 36.º | -    | -    | -    |
| Vuelta a España | -    | -    | -    | -    | -    | -    | -    | -    | -    | -    | -    | -    | -    |
| Mundial en Ruta | -    | 8.º  | -    | Ab.  | 23.º | 5.º  | -    | -    | -    | -    | -    | -    | -    |